# 阿南市立新野小学校
阿南市立 新野小学校（あなんしりつ あらたのしょうがっこう）は、徳島県阿南市新野町南宮ノ久保にある公立小学校。

## 校歌
- 作詞: 西川憲吉
- 作曲: 鈴江長明

## 通学区域が隣接している学校
- 阿南市立福井小学校
- 阿南市立新野東小学校
- 阿南市立桑野小学校
- 阿南市立山口小学校
- 那賀町立鷲敷小学校
- 那賀町立相生小学校
- 美波町立日和佐小学校